# Réorganisation des municipalités du Québec
Pour les articles homonymes, voir Fusion de communes.
 (mai 2020).
 (mai 2020).
La réorganisation des municipalités du Québec est un ensemble de mesures législatives et de consultations populaires réalisées par le gouvernement du Québec (Canada) dans le but de réorganiser et fusionner plusieurs municipalités québécoises. Ce processus de réorganisation s'amorce durant les années 1960 et se termine au début des années 2000 par une réorganisation territoriale profonde des structures municipales.

## Constat et fusions volontaires (années 1950 à 1990)

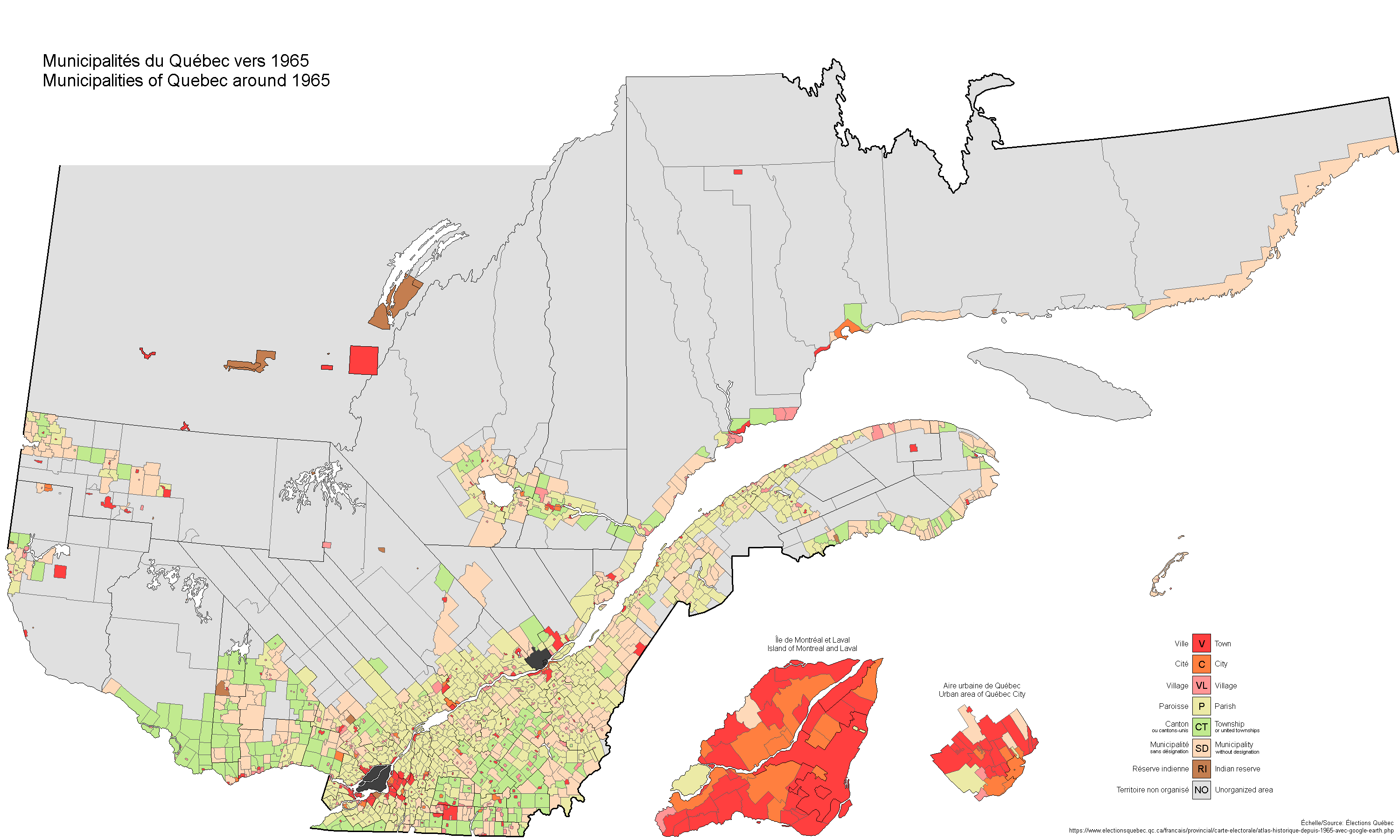
Municipalités du Québec vers 1965.

Au cours des années 1950, la zone d'influence des plus grandes aires urbaines du Québec dépasse largement les limites municipales de leur ville-centre. Avec l'accroissement rapide de l'urbanisation ainsi que le processus de banlieusardisation, les interrelations entre les différentes municipalités deviennent de plus en plus importantes.
La réflexion sur le regroupement des municipalités s'accentue durant les années 1960, notamment à la suite des commissions d'enquête sur la fiscalité municipale (1963-1965) et sur l'urbanisme (1963-1967). Ces commissions arrivent à un constat sans équivoque : le système municipal se retrouve en dysfonction en raison du trop grand nombre de municipalités.

### Initiatives législatives pour les fusions volontaires (1965-1971)
Pierre Laporte est ministre des Affaires municipales en 1965 lorsque la Loi de la fusion volontaire des municipalités est adoptée. Les effets de cette loi sont assez limités, mais elle amorcera une réflexion qui connaîtrait son aboutissement par la grande réforme des années 2000.
Déjà à cette époque, le maire de Montréal, Jean Drapeau, milite en faveur du regroupement de municipalités de l'île de Montréal, mais celui-ci ne réussit pas à convaincre le gouvernement que la fusion municipale était la meilleure option pour régler les problèmes d'offre de services municipaux et de financement de ces mêmes services. En effet, le gouvernement préconise, en décembre 1969, la création de trois structures supralocales : la Communauté urbaine de Montréal, la Communauté urbaine de Québec et la Communauté régionale de l'Outaouais. La création de ces communautés visant à amenuiser les problèmes de disparités dans ces zones urbaines,.
En 1971, le titulaire du ministère des Affaires municipales, Maurice Tessier, fait adopter la Loi favorisant le regroupement des municipalités Cette loi possède un peu plus de mordant que la loi précédente et confère au ministre des Affaires municipales le pouvoir de contraindre certaines municipalités à discuter d'un regroupement éventuel, bien qu'elle ne lui permette pas d'imposer la fusion. Par cette loi, 65 municipalités se regrouperont pour n'en former que 20.

### Réformes de l'organisation municipale et décentralisation (1989-1997)
En 1988, le ministre André Bourbeau présente la Loi sur l'organisation territoriale municipale (LOTM) qui établit la procédure organisant la division municipale du territoire du Québec. Ainsi, tous les changements relatifs à l’organisation territoriale municipale doivent dorénavant se faire en conformité avec cette loi, que ce soit la constitution et le regroupement de municipalités locales ou de municipalités régionales de comté (MRC), l’annexion ou le transfert de territoires ou encore les modifications aux limites territoriales.
La mise en marche de la réforme Ryan en 1992 entraîne un transfert et la décentralisation de compétences du gouvernement provincial vers les municipalités locales.  Le gouvernement du Québec met alors en place le Programme d'aide financière au regroupement municipal qui permet de financer, en partie, les études requises en vertu de la LOTM. Le ministère des Affaires municipales encourage la tenue de colloques régionaux sur les regroupements et révise ses programmes d'aide pour que les municipalités regroupées ne subissent pas de pertes financières. Ce programme connaîtra un plus grand succès que les tentatives précédentes de regroupement volontaire.
Le phénomène de décentralisation est accentué par la réforme pilotée par le ministre Rémy Trudel en 1997 qui entraîne une diminution substantielle des subventions gouvernementales aux municipalités dans les efforts de lutte au déficit budgétaire du gouvernement du Québec,, fortement critiquée par certains acteurs municipaux et locaux et qui fut l'objet de recours juridiques,. Certaines municipalités, en particulier dans l'ouest de l'île de Montréal, imposent des taxes foncières spéciales pour financer l'impact de la réforme.

### Liste des modifications aux municipalités (1961-1990)
En plus des fusions municipales, d'autres opérations viennent modifier les limites municipales comme les annexions ou les scissions de municipalité. Ces modifications ne sont pas présentées dans le tableau ci-dessous.
Le premier tableau présente les modifications aux municipalités avant le 1er janvier 1989, au moment où la Loi sur l'organisation territoriale municipale entre en vigueur.
| Région administrative         | Municipalités avant modification | Municipalités après modification                        | Date de la modification |
| ----------------------------- | --- | ------------------------------------------------------- | ----------------------- |
| Gaspésie–Îles-de-la-Madeleine | Bassin Havre-Aubert | Île-du-Havre-Aubert                                     | 1972-01-01              |
| Gaspésie–Îles-de-la-Madeleine | Cap-d'Espoir Percé Bridgeville Barachois Saint-Pierre-de-la-Malbaie | Percé                                                   | 1971-01-01              |
| Gaspésie–Îles-de-la-Madeleine | Douglas York Haldimand Baie-de-Gaspé-Sud Gaspé Grande-Grève Baie-de-Gaspé-Nord Saint-Majorique Saint-Alban-du-Cap-des-Rosiers L’Anse-au-Griffon Rivière-au-Renard Saint-Maurice | Gaspé                                                   | 1971-01-01              |
| Gaspésie–Îles-de-la-Madeleine | Grande-Rivière Grande-Rivière-Ouest Petit-Pabos | Grande-Rivière                                          | 1974-09-21              |
| Gaspésie–Îles-de-la-Madeleine | Cap-Chat Saint-Norbert-du-Cap-Chat | Cap-Chat                                                | 1968-10-19              |
| Gaspésie–Îles-de-la-Madeleine | Carleton-sur-Mer Carleton | Carleton                                                | 1972-08-26              |
| Bas-Saint-Laurent             | Val-Brillant Saint-Pierre-du-Lac | Val-Brillant                                            | 1986-12-20              |
| Bas-Saint-Laurent             | Les Méchins Saint-Paulin-Dalibaire Saint-Thomas-de-Cherbourg | Les Méchins                                             | 1982-11-27              |
| Bas-Saint-Laurent             | Saint-René-de-Matane Saint-Nil | Saint-René-de-Matane                                    | 1982-12-18              |
| Bas-Saint-Laurent             | Sainte-Cécile-du-Bic Bic | Le Bic                                                  | 1972-01-29              |
| Bas-Saint-Laurent             | Village de Notre-Dame-du-Lac Paroisse de Notre-Dame-du-Lac | Notre-Dame-du-Lac                                       | 1968-12-14              |
| Bas-Saint-Laurent             | Cabano Saint-Mathias-de-Cabano | Cabano                                                  | 1968-07-19              |
| Bas-Saint-Laurent             | Saint-Pierre-d’Estcourt Sully Saint-Éleuthère | Pohénégamook                                            | 1973-11-03              |
| Bas-Saint-Laurent             | Village de Saint-Joseph-de-la-Rivière-Bleue Paroisse de Saint-Joseph-de-la-Rivière-Bleue | Rivière-Bleue                                           | 1975-06-14              |
| Bas-Saint-Laurent             | Village de Saint-Pacôme Paroisse de Saint-Pacôme | Saint-Pacôme                                            | 1980-01-05              |
| Bas-Saint-Laurent             | Andréville Saint-André | Saint-André                                             | 1987-02-14              |
| Bas-Saint-Laurent             | Kamouraska Saint-Louis-de-Kamouraska | Kamouraska                                              | 1987-04-25              |
| Chaudière-Appalaches          | Montmagny Saint-Thomas-de-la-Pointe-à-la-Caille | Montmagny                                               | 1966-04-02              |
| Capitale-Nationale            | Paroisse de Sainte-Anne-de-Beaupré Ville de Sainte-Anne-de-Beaupré | Sainte-Anne-de-Beaupré                                  | 1973-01-27              |
| Capitale-Nationale            | Beauport Beauport-Ouest | Beauport                                                | 1967-02-01              |
| Capitale-Nationale            | Paroisse de l'Ancienne-Lorette Sainte-Foy | Sainte-Foy                                              | 1970-12-26              |
| Capitale-Nationale            | Bélair Val-Saint-Michel | Val-Bélair                                              | 1973-12-29              |
| Capitale-Nationale            | Charlesbourg Orsainville Notre-Dame-des-Laurentides Charlebourg-Est | Charlesbourg                                            | 1976-01-01              |
| Capitale-Nationale            | Beauport Giffard Courville Villeneuve Montmorency Sainte-Thérèse-de-Lisieux | Beauport                                                | 1976-01-01              |
| Capitale-Nationale            | Saint-Gabriel-de-Valcartier Saint-Gabriel-Ouest | Saint-Gabriel-de-Valcartier                             | 1985-10-05              |
| Chaudière-Appalaches          | Saint-Romuald-d'Etchemin Saint-Télesphore | Saint-Romuald-d'Etchemin                                | 1965-12-18              |
| Chaudière-Appalaches          | Saint-Henri Saint-Henri-de-Lauzon | Saint-Henri                                             | 1975-11-01              |
| Chaudière-Appalaches          | Saint-Henri Rivière-Boyer | Saint-Henri                                             | 1976-10-09              |
| Chaudière-Appalaches          | Sainte-Claire Louis-Joliette | Sainte-Claire                                           | 1977-10-01              |
| Chaudière-Appalaches          | Village de Saint-Bernard Paroisse de Saint-Bernard | Saint-Bernard                                           | 1987-05-09              |
| Chaudière-Appalaches          | Beauceville-Est Beauceville | Beauceville                                             | 1973-04-14              |
| Chaudière-Appalaches          | Saint-Pierre-de-Broughton Leeds-Partie-Est | Saint-Pierre-de-Broughton                               | 1974-10-12              |
| Chaudière-Appalaches          | Saint-Théophile Saint-Théophile-de-la-Beauce | Saint-Théophile                                         | 1975-06-28              |
| Chaudière-Appalaches          | Ville de Sainte-Marie Paroisse de Sainte-Marie | Sainte-Marie                                            | 1978-04-15              |
| Montérégie                    | Ville de Saint-Sébastien Paroisse de Saint-Sébastien | Saint-Sébastien                                         | 1975-03-15              |
| Estrie                        | Ville de Lambton Canton de Lambton | Lambton                                                 | 1976-12-23              |
| Centre-du-Québec              | Sainte-Anastasie-de-Nelson Lyster | Lyster                                                  | 1976-09-18              |
| Centre-du-Québec              | Nelson Sainte-Agathe | Sainte-Agathe                                           | 1985-01-19              |
| Centre-du-Québec              | Saint-Apollinaire Francoeur | Saint-Apollinaire                                       | 1974-04-06              |
| Centre-du-Québec              | Lotbinière Saint-Louis-de-Lotbinière | Lotbinière                                              | 1979-01-01              |
| Centre-du-Québec              | Saint-Agapitville Saint-Agapit-de-Beaurivage | Saint-Agapit                                            | 1979-04-14              |
| Centre-du-Québec              | Village de Saint-Patrice-de-Beaurivage Paroisse de Saint-Patrice-de-Beaurivage | Saint-Patrice-de-Beaurivage                             | 1984-09-29              |
| Capitale-Nationale            | Donnacona Les Écureuils | Donnacona                                               | 1967-01-21              |
| Mauricie                      | Notre-Dame-des-Anges Notre-Dame-des-Anges-de-Montauban | Notre-Dame-de-Montauban                                 | 1969-06-07              |
| Capitale-Nationale            | Village de Saint-Ubalde Paroisse de Saint-Ubalde | Saint-Ubalde                                            | 1973-03-03              |
| Capitale-Nationale            | Notre-Dame-des-Anges Montauban | Notre-Dame-de-Montauban                                 | 1976-01-03              |
| Capitale-Nationale            | Saint-Casimir Saint-Casimir-Est | Saint-Casimir                                           | 1981-07-25              |
| Capitale-Nationale            | Village de Saint-Charles-des-Grondines Paroisse de Saint-Charles-des-Grondines | Grondines                                               | 1984-04-21              |
| Mauricie                      | Grand'Mère Sainte-Flore | Grand'Mère                                              | 1970-03-28              |
| Mauricie                      | Village de Saint-Stanislas Paroisse de Saint-Stanislas | Saint-Stanislas                                         | 1976-04-17              |
| Mauricie                      | Champlain La Visitation-de-Champlain | Champlain                                               | 1982-12-11              |
| Centre-du-Québec              | Village de Bécancourt Paroisse de Bécancourt Gentilly Larochelle Laval Sainte-Angèle-de-Laval Saint-Édouard-de-Gentilly Sainte-Gertrude Saint-Grégoire-le-Grand Très-Précieux-Sang-de-Notre-Seigneur Villers                                                                                    | Bécancour                                               | 1965-10-09              |
| Centre-du-Québec              | Village de Saint-Sylvère Paroisse de Saint-Sylvère | Saint-Sylvère                                           | 1976-09-18              |
| Centre-du-Québec              | Sainte-Marie Sainte-Marie-de-Blandford | Sainte-Marie-de-Blandford                               | 1976-12-23              |
| Centre-du-Québec              | Les Becquets Saint-Pierre-les-Becquets | Saint-Pierre-les-Becquets                               | 1986-02-22              |
| Centre-du-Québec              | Chénier Tingwick | Tingwick                                                | 1981-12-12              |
| Centre-du-Québec              | Chesterville Chester-Ouest | Chesterville                                            | 1982-12-18              |
| Estrie                        | Village de Saint-Herménégilde Municipalité de Saint-Herménégilde | Saint-Herménégilde                                      | 1985-10-12              |
| Estrie                        | Bromont Shefford-Ouest | Bromont                                                 | 1966-08-20              |
| Estrie                        | Brome Foster Knowlton | Lac-Brome                                               | 1971-01-02              |
| Estrie                        | Bromont Admasville | Bromont                                                 | 1973-01-27              |
| Montérégie                    | Village de Saint-Dominique Paroisse de Saint-Dominique | Saint-Dominique                                         | 1969-07-19              |
| Montérégie                    | Sainte-Hélène Sainte-Hélène-de-Bagot | Sainte-Hélène-de-Bagot                                  | 1977-07-09              |
| Montérégie                    | Village de Saint-Hugues Paroisse de Saint-Hugues | Saint-Hugues                                            | 1982-11-06              |
| Centre-du-Québec              | Drummondville Drummondville-Ouest | Drummondville                                           | 1966-11-12              |
| Centre-du-Québec              | Wickham Wickham | Wickham                                                 | 1972-12-23              |
| Centre-du-Québec              | Durham-Sud Durham-Sud | Durham-Sud                                              | 1975-11-01              |
| Centre-du-Québec              | L'Avenir L'Avenir | L'Avenir                                                | 1976-12-23              |
| Centre-du-Québec              | Drummondville Drummondville-Sud | Drummondville                                           | 1981-12-26              |
| Centre-du-Québec              | Baieville Saint-Antoine-de-la-Baie-du-Febvre Saint-Joseph-de-la-Baie-du-Febvre | Baie-du-Febvre                                          | 1983-03-26              |
| Mauricie                      | Pointe-du-Lac La Visitation-de-la-Pointe-du-Lac | Pointe-du-Lac                                           | 1978-02-11              |
| Mauricie                      | Belleau Saint-Alexis | Saint-Alexis-des-Monts                                  | 1984-04-21              |
| Mauricie                      | Yamachiche Sainte-Anne-d'Yamachiche | Yamachiche                                              | 1987-12-26              |
| Lanaudière                    | Masson et Laviolette Saint-Michel-des-Saints | Saint-Michel-des-Saints                                 | 1979-03-03              |
| Mauricie                      | Village de Saint-Paulin Paroisse de Saint-Paulin Hunterstown | Saint-Paulin                                            | 1988-02-27              |
| Mauricie                      | Louiseville Saint-Antoine-de-la-Rivière-du-Loup | Louiseville                                             | 1988-12-31              |
| Montérégie                    | Saint-Hyacinthe Saint-Joseph La Providence Douville | Saint-Hyacinthe                                         | 1976-01-01              |
| Montérégie                    | Mont-Saint-Hilaire Saint-Hilaire-sur-Richelieu | Mont-Saint-Hilaire                                      | 1966-03-18              |
| Montérégie                    | Village de Saint-Alexandre Paroisse de Saint-Alexandre | Saint-Alexandre                                         | 1988-09-17              |
| Montérégie                    | Village de Dunham Canton de Dunham | Dunham                                                  | 1971-09-25              |
| Montérégie                    | Village de Frelighsburg Paroisse de Saint-Armand-Ouest | Frelighsburg                                            | 1985-09-28              |
| Montérégie                    | Saint-Jean-L'Évangéliste Saint-Jean | Saint-Jean, qui devient Saint-Jean-sur-Richelieu (1978) | 1970-04-25              |
| Montérégie                    | Fort-Chambly Chambly | Chambly                                                 | 1965-09-18              |
| Montérégie                    | Saint-Lambert Préville | Saint-Lambert                                           | 1969-05-03              |
| Montérégie                    | Jacques-Cartier Longueuil | Longueuil                                               | 1969-08-16              |
| Montérégie                    | Saint-Hubert Laflèche | Saint-Hubert                                            | 1971-10-30              |
| Montérégie                    | Varennes Sainte-Anne-de-Varennes | Varennes                                                | 1972-08-26              |
| Montérégie                    | Saint-Antoine-de-Padoue Saint-Antoine-sur-Richelieu | Saint-Antoine-sur-Richelieu                             | 1982-11-06              |
| Lanaudière                    | Joliette Joliette-Sud | Joliette                                                | 1966-12-01              |
| Laurentides                   | Village de Saint-Augustin Paroisse de Saint-Augustin Village de Saint-Benoît Paroisse de Saint-Benoît Sainte-Monique Village de Sainte-Scholastique Paroisse de Sainte-Scholastique Saint-Hermas Saint-Canut Saint-Janvier-de-Blainville Saint-Janvier-de-Lacroix Saint-Antoine-des-Laurentides | Sainte-Scholastique Mirabel                             | 1971-01-01              |
| Laurentides                   | Lesage Prévost Shawbridge | Shawbridge Prévost                                      | 1973-01-20              |
| Laurentides                   | Mont-Gabriel Mont-Rolland | Mont-Rolland                                            | 1981-11-21              |
| Lanaudière                    | Saint-Louis-de-Terrebonne Terrebonne | Terrebonne                                              | 1985-06-08              |
| Laval                         | L'Abord-à-Plouffe Renaud Saint-Martin | Chomedey                                                | 1961-04-01              |
| Laval                         | Saint-François Saint-Vincent-de-Paul Duvernay Pont-Viau Vimont Laval-des-Rapides Chomedey Laval-sur-le-Lac Îles-Laval Sainte-Dorothée Sainte-Rose Auteuil Laval-Ouest Fabreville | Laval                                                   | 1965-08-06              |
| Montérégie                    | Notre-Dame Brossard | Brossard                                                | 1978-03-25              |
| Montérégie                    | Village de Saint-Rémi Paroisse de Saint-Rémi | Saint-Rémi                                              | 1975-09-20              |
| Montérégie                    | Franklin Saint-Antoine-Abbé-Partie-Nord-Est | Franklin                                                | 1973-03-03              |
| Montérégie                    | Châteauguay Châteauguay Heights | Châteauguay                                             | 1968-09-07              |
| Montérégie                    | Châteauguay Châteauguay-Centre | Châteauguay                                             | 1975-11-06              |
| Montérégie                    | Village de Saint-Zotique Paroisse de Saint-Zotique | Saint-Zotique                                           | 1967-05-27              |
| Montérégie                    | Village de Saint-Clet Paroisse de Saint-Clet | Saint-Clet                                              | 1974-08-31              |
| Montérégie                    | Saint-Ignace-du-Coteau-du-Lac Coteau-du-Lac | Coteau-du-Lac                                           | 1982-02-06              |
| Montérégie                    | Village de Saint-Polycarpe Paroisse de Saint-Polycarpe | Saint-Polycarpe                                         | 1988-12-31              |
| Montérégie                    | Village de Saint-Michel-de-Vaudreuil Paroisse de Saint-Michel-de-Vaudreuil | Vaudreuil                                               | 1963-07-10              |
| Montérégie                    | Hudson Hudson Heights Como-Est | Hudson                                                  | 1969-06-07              |
| Montérégie                    | Village de Sainte-Marthe Paroisse de Sainte-Marthe | Sainte-Marthe                                           | 1980-12-27              |
| Montérégie                    | Notre-Dame-de-l'île-Perrot Pointe-du-Moulin | Notre-Dame-de-l'Île-Perrot                              | 1984-04-14              |
| Laurentides                   | Village de Saint-Eustache Paroisse de Saint-Eustache | Saint-Eustache                                          | 1972-01-15              |
| Laurentides                   | Ayersville Lachute | Lachute                                                 | 1966-04-30              |
| Outaouais                     | Buckingham-Partie-Sud-Est Buckingham Masson L’Ange-Gardien Angers Buckingham Buckingham-Partie-Ouest Notre-Dame-de-la-Salette | Buckingham                                              | 1975-01-01              |
| Outaouais                     | Portland-Ouest Wakefield-Partie-Est Perkins | Val-des-Monts                                           | 1975-01-01              |
| Laurentides                   | Mont-Laurier Brunet | Mont-Laurier                                            | 1971-05-29              |
| Laurentides                   | Loranger Nominingue Bellerive-sur-le-Lac | Lac-Nominingue Nominingue                               | 1971-10-30              |
| Laurentides                   | Labelle Joly | Labelle                                                 | 1973-01-27              |
| Laurentides                   | Sainte-Anne-du-Lac Décarie | Sainte-Anne-du-Lac                                      | 1976-12-30              |
| Outaouais                     | Village de Wakefield Canton de Wakefield Sainte-Cécile-de-Masham Masham-Nord Aldfield | La Pêche                                                | 1975-01-01              |
| Outaouais                     | Eardley Onslow, partie-Sud Quyon Onslow | Pontiac                                                 | 1975-01-01              |
| Outaouais                     | Lucerne Aylmer Deschênes | Aylmer                                                  | 1975-01-01              |
| Outaouais                     | Touraine Templeton-Est-Partie-Est Templeton-Est Templeton Templeton-Ouest Gatineau Pointe-Gatineau (Cantley) | Gatineau                                                | 1975-01-01              |
| Outaouais                     | Bouchette Cameron | Bouchette                                               | 1980-03-22              |
| Abitibi-Témiscamingue         | Village d'Évain Municipalité d'Évain | Évain                                                   | 1976-04-10              |
| Abitibi-Témiscamingue         | Rouyn Noranda | Rouyn-Noranda                                           | 1986-07-05              |
| Abitibi-Témiscamingue         | Témiscaming Letang | Témiscaming                                             | 1988-03-26              |
| Abitibi-Témiscamingue         | Bourlamaque Lac-Lemoine Val-d'Or | Val-d'Or                                                | 1968-10-12              |
| Abitibi-Témiscamingue         | Amos Amos-Ouest | Amos                                                    | 1974-02-09              |
| Abitibi-Témiscamingue         | Fiedmont-et-Barraute Banville | Fiedmont-et-Barraute                                    | 1978-0-11               |
| Abitibi-Témiscamingue         | Village de La Sarre Canton de La Sarre | La Sarre                                                | 1980-04-19              |
| Abitibi-Témiscamingue         | Amos Amos-Est | Amos                                                    | 1987-01-17              |
| Saguenay-Lac-Saint-Jean       | Village de Saint-Prime Paroisse de Saint-Prime | Saint-Prime                                             | 1968-06-29              |
| Saguenay-Lac-Saint-Jean       | Village de Saint-André Municipalité de Saint-André | Saint-André-du-Lac-Saint-Jean                           | 1969-11-29              |
| Saguenay-Lac-Saint-Jean       | Village de Sainte-Jeanne-d'Arc Paroisse de Sainte-Jeanne-d'Arc | Sainte-Jeanne-d'Arc                                     | 1970-01-24              |
| Saguenay-Lac-Saint-Jean       | Lac Bouchette Saint-Thomas-d'Aquin | Lac-Bouchette                                           | 1971-09-25              |
| Saguenay-Lac-Saint-Jean       | Chambord Saint-Louis-de-Chambord | Chambord                                                | 1973-12-08              |
| Saguenay-Lac-Saint-Jean       | Mistassini Saint-Michel-de-Mistassinni | Mistassini                                              | 1976-01-03              |
| Saguenay-Lac-Saint-Jean       | Cité de Roberval Municipalité de Roberval | Roberval                                                | 1976-12-23              |
| Saguenay-Lac-Saint-Jean       | Ville de Saint-Félicien Village de Saint-Féllicien | Saint-Félicien                                          | 1976-12-23              |
| Saguenay-Lac-Saint-Jean       | Village de Normandin Canton de Normandin | Normandin                                               | 1979-03-10              |
| Saguenay-Lac-Saint-Jean       | Isle-Maligne Naudville Riverbend Alma | Alma                                                    | 1962-07-06              |
| Saguenay-Lac-Saint-Jean       | Notre-Dame-d’Hébertville Hébertville | Hébertville                                             | 1972-12-18              |
| Saguenay-Lac-Saint-Jean       | Village de Saint-Jérôme Paroisse de Saint-Jérôme | Métabetchouan                                           | 1975-06-21              |
| Saguenay-Lac-Saint-Jean       | Village de Saint-Bruno Paroisse de Saint-Bruno | Saint-Bruno                                             | 1975-07-12              |
| Saguenay-Lac-Saint-Jean       | Village de Saint-Gédéon Paroisse de Saint-Gédéon | Saint-Gédéon                                            | 1975-12-06              |
| Saguenay-Lac-Saint-Jean       | Sainte-Croix Lac-à-la-Croix | Lac-à-la-Croix                                          | 1976-01-01              |
| Saguenay-Lac-Saint-Jean       | Alma Saint-Joseph-d'Alma | Alma                                                    | 1976-01-01              |
| Saguenay-Lac-Saint-Jean       | Saint-Coeur-de-Marie Delisle | Delisle                                                 | 1979-08-25              |
| Saguenay-Lac-Saint-Jean       | Arvida Saint-Jean-Eudes | Arvida                                                  | 1970-08-18              |
| Saguenay-Lac-Saint-Jean       | Village de Saint-Ambroise Paroisse de Saint-Ambroise | Saint-Ambroise                                          | 1971-09-25              |
| Saguenay-Lac-Saint-Jean       | Village de Saint-Honoré Paroisse de Saint-Honoré | Saint-Honoré                                            | 1973-01-01              |
| Saguenay-Lac-Saint-Jean       | Village de Saint-Fulgence Paroisse de Saint-Fulgence | Saint-Fulgence                                          | 1973-05-12              |
| Saguenay-Lac-Saint-Jean       | Saint-Dominique-de-Jonquière Arvida Jonquière Kénogami | Jonquière                                               | 1975-01-01              |
| Saguenay-Lac-Saint-Jean       | Port-Alfred Village de Bagotville Paroisse de Bagotville Grande-Baie | La Baie                                                 | 1976-01-01              |
| Saguenay-Lac-Saint-Jean       | Cité de Chicoutimi Chicoutimi-Nord Rivière-du-Moulin Canton de Chicoutimi | Chicoutimi                                              | 1976-01-01              |
| Saguenay-Lac-Saint-Jean       | Shipshaw Saint-Jean-Vianney | Shipshaw                                                | 1977-07-09              |
| Saguenay-Lac-Saint-Jean       | Laterrière Notre-Dame-de-Laterrière | Laterrière                                              | 1983-12-31              |
| Côte-Nord                     | Village de Sacré-Coeur-de-Jésus Paroisse de Sacré-Coeur-de-Jésus | Sacré-Coeur                                             | 1973-06-30              |
| Côte-Nord                     | Forestville Saint-Luc-de-Laval | Forestville                                             | 1980-01-05              |
| Côte-Nord                     | Baie-Comeau Hauterive | Baie-Comeau                                             | 1983-01-01              |
| Côte-Nord                     | Moisie Rivière-Pigou | Moisie                                                  | 1983-10-29              |

Ce deuxième tableau illustre les regroupements municipaux effectués après l'entrée en vigueur de la Loi sur l'organisation territoriale municipale en 1989, mais avant la réorganisation de 2000-2002.
| Région administrative           | Municipalités avant modification                                                 | Municipalités après modification               | Date de la modification |
| ------------------------------- | -------------------------------------------------------------------------------- | ---------------------------------------------- | ----------------------- |
| Bas-Saint-Laurent               | Saint-Gabriel Fleuriault                                                         | Saint-Gabriel                                  | 1989-01-07              |
| Bas-Saint-Laurent               | Village de Sainte-Angèle-de-Mérici Paroisse de Sainte-Angèle-de-Méricl           | Sainte-Angèle-de-Mérici                        | 1989-04-26              |
| Chaudière-Appalaches            | L'Islet-sur-Mer Notre-Dame-de-Bon-Secours-de-L'Islet                             | L'Islet-sur-Mer                                | 1989-11-29              |
| Chaudière-Appalaches            | Lévis Lauzon                                                                     | Lévis-Lauzon Lévis                             | 1989-09-01              |
| Chaudière-Appalaches            | Lévis-Lauzon Saint-David-de-l'Auberivière                                        | Lévis-Lauzon Lévis                             | 1990-08-01              |
| Chaudière-Appalaches            | Village de Saint-Zacharie Municipalité de Saint-Zacharie                         | Saint-Zacharie                                 | 1990-04-18              |
| Chaudière-Appalaches            | Saint-Georges Saint-Georges-Ouest                                                | Saint-Georges                                  | 1990-05-23              |
| Centre-du-Québec                | Deschaillons-sur-Saint-Laurent Deschaillons                                      | Deschaillons-sur-Saint-Laurent                 | 1990-05-23              |
| Saguenay-Lac-Saint-Jean         | Village d'Albanel Canton d'Albanel                                               | Albanel                                        | 1990-04-11              |
| Montérégie                      | Village de Rivière-Beaudette Paroisse de Rivière Beaudette                       | Rivière-Beaudette                              | 1990-01-17              |
| Montérégie                      | Village de Saint-Timothée Paroisse de Saint-Timothée                             | Saint-Timothée                                 | 1990-04-25              |
| Mauricie                        | Village de Sainte-Thècle Paroisse de Sainte-Thècle                               | Sainte-Thècle                                  | 1989-06-07              |
| Mauricie                        | La Pérade Sainte-Anne-de-la-Pérade                                               | Sainte-Anne-de-la-Pérade                       | 1989-05-18              |
| Capitale-Nationale              | Deschambault Saint-Joseph-de-Deschambault                                        | Deschambault                                   | 1989-12-27              |
| Gaspésie - Îles-de-la-Madeleine | Port-Daniel, partie Est Port-Daniel, partie Ouest                                | Port-Daniel                                    | 1990-04-18              |
| Bas-Saint-Laurent               | Amqui Saint-Benoît-Joseph-Labre                                                  | Amqui                                          | 1991-01-16              |
| Montérégie                      | Ville de Saint-Ours Paroisse de Saint-Ours                                       | Saint-Ours                                     | 1991-04-17              |
| Outaouais                       | Chertsey Lac-Paré                                                                | Chertsey                                       | 1991-11-13              |
| Capitale-Nationale              | Village de Saint-Alban Paroisse de Saint-Alban                                   | Saint-Alban                                    | 1991-12-31              |
| Montérégie                      | Sorel Saint-Pierre-de-Sorel                                                      | Sorel                                          | 1992-01-29              |
| Lanaudière                      | Ville de L'Assomption Paroisse de L'Assomption                                   | L'Assomption                                   | 1992-04-22              |
| Chaudière-Appalaches            | Village de Saint-Vallier Paroisse de Saint-Vallier                               | Saint-Vallier                                  | 1993-03-10              |
| Estrie                          | Wotton Wottonville                                                               | Wotton                                         | 1993-03-10              |
| Centre-du-Québec                | Arthabaska Sainte-Victoire-d'Arthabaska Victoriaville                            | Victoriaville-Arthabaska Victoriaville         | 1993-06-23              |
| Mauricie                        | La Tuque Haute-Mauricie                                                          | La Tuque                                       | 1993-08-25              |
| Chaudière-Appalaches            | Village de Saint-Isidore Paroisse de Saint-Isidore                               | Saint-Isidore                                  | 1993-09-22              |
| Chaudière-Appalaches            | Village de Saint-Raphaël Paroisse de Saint-Raphaël                               | Saint-Raphaël                                  | 1993-12-08              |
| Chaudière-Appalaches            | Saint-Charles-Borromée Saint-Charles                                             | Saint-Charles-de-Bellechasse                   | 1993-12-22              |
| Centre-du-Québec                | Drummondville Grantham                                                           | Drummondville                                  | 1993-12-22              |
| Chaudière-Appalaches            | Armagh Saint-Cajetan-d'Armagh                                                    | Armagh                                         | 1993-12-29              |
| Abitibi-Témiscamingue           | Barraute Fiedmont-et-Barraute                                                    | Barraute                                       | 1994-01-05              |
| Chaudière-Appalaches            | East Broughton East Broughton Station                                            | East Broughton                                 | 1994-01-05              |
| Capitale-Nationale              | Saint-Louis-de-l'Isle-aux-Coudres Saint-Bernard-de-l'Île-aux-Coudres             | L'Île-aux-Coudres                              | 1994-01-05              |
| Abitibi-Témiscamingue           | Lorrainville Notre-Dame-de-Lourdre-de-Lorrainville                               | Lorrainville                                   | 1994-02-16              |
| Montérégie                      | Dorion Vaudreuil                                                                 | Vaudreuil-Dorion                               | 1994-03-16              |
| Centre-du-Québec                | Saint-Léonard-d'Aston Saint-Léonard                                              | Saint-Léonard-d'Aston                          | 1994-04-13              |
| Montérégie                      | Coteau-Landing Coteau-Station                                                    | Les Coteaux                                    | 1994-05-18              |
| Estrie                          | Village de Compton Canton de Compton                                             | Compton                                        | 1994-06-22              |
| Laurentides                     | Village de Saint-Placide Paroisse de Saint-Placide                               | Saint-Placide                                  | 1994-08-03              |
| Chaudière-Appalaches            | Linière Saint-Côme-de-Kennebec                                                   | Saint-Côme-Linière                             | 1994-08-17              |
| Montérégie                      | Village de Saint-Liboire Paroisse de Saint-Liboire                               | Saint-Liboire                                  | 1994-08-17              |
| Chaudière-Appalaches            | Bernières Saint-Nicolas                                                          | Bernières-Saint-Nicolas Saint-Nicolas          | 1994-09-21              |
| Estrie                          | Village de Saint-Georges-de-Windsor Paroisse de Saint-Georges-de-Windsor         | Saint-Georges-de-Windsor                       | 1994-11-30              |
| Chaudière-Appalaches            | Saint-Elzéar Saint-Elzéar-de-Beauce                                              | Saint-Elzéar                                   | 1994-1130               |
| Centre-du-Québec                | Saint-Norbert-d'Arthabaska Chester-Nord                                          | Saint-Norbert-d'Arthabaska                     | 1994-11-30              |
| Chaudière-Appalaches            | Thetford Mines Rivière-Blanche                                                   | Thetford Mines                                 | 1994-12-14              |
| Montérégie                      | Mont-Saint-Grégoire Saint-Grégoire-le-Grand                                      | Mont-Saint-Grégoire                            | 1994-12-21              |
| Capitale-Nationale              | La Malbaie Pointe-au-Pic                                                         | La Malbaie-Pointe-au-Pic                       | 1995-02-15              |
| Estrie                          | Racine Brompton Gore                                                             | Racine                                         | 1995-02-15              |
| Estrie                          | Rock Island Beebe Plain Stanstead Plain                                          | Stanstead                                      | 1995-02-15              |
| Centre-du-Québec                | Village de Saint-Germain-de-Grantham Paroisse de Saint-Germain-de-Grantham       | Saint-Germain-de-Grantham                      | 1995-02-22              |
| Montérégie                      | Saint-Charles-sur-Richelieu Saint-Charles                                        | Saint-Charles-sur-Richelieu                    | 1995-03-22              |
| Capitale-Nationale              | Ville de Saint-Raymond Paroisse de Saint-Raymond                                 | Saint-Raymond                                  | 1995-03-29              |
| Chaudière-Appalaches            | Taschereau-Fortier Scott                                                         | Scott                                          | 1995-03-29              |
| Estrie                          | Dixville Saint-Mathieu-de-Dixville                                               | Dixville                                       | 1995-09-27              |
| Estrie                          | Hatley Hatley-Partie-Ouest                                                       | Hatley                                         | 1995-09-27              |
| Centre-du-Québec                | Village de Saint-Wenceslas Municipalité de Saint-Wenceslas                       | Saint-Wenceslas                                | 1995-10-11              |
| Estrie                          | Bishopton Marbleton Dusdwell                                                     | Dusdwell                                       | 1995-10-11              |
| Centre-du-Québec                | Village de Saint-Guillaume Paroisse de Saint-Guillaume                           | Saint-Guillaume                                | 1995-11-29              |
| Montrérégie                     | Rigaud Sainte-Madelaine-de-Rigaud                                                | Rigaud                                         | 1995-11-29              |
| Abitibi-Témiscamingue           | Rouyn-Noranda Saint-Guillaume-de-Granada                                         | Rouyn-Noranda                                  | 1995-12-13              |
| Capitale-Nationale              | Ville de Baie-Saint-Paul Paroisse de Baie-Saint-Paul Rivière-du-Gouffre          | Baie-Saint-Paul                                | 1996-01-03              |
| Capitale-Nationale              | Pont-Rouge Sainte-Jeanne-de-Pont-Rouge                                           | Pont-Rouge                                     | 1996-01-03              |
| Laurentides                     | Saint-Faustin Lac-Carré                                                          | Saint-Faustin–Lac-Carré                        | 1996-01-03              |
| Bas-Saint-Laurent               | Village de Sainte-Félicité Paroisse de Sainte-Félicité                           | Sainte-Félicité                                | 1996-01-10              |
| Saguenay-Lac-Saint-Jean         | Saint-Félicien Saint-Méthode                                                     | Saint-Félicien                                 | 1996-06-12              |
| Outaouais                       | Chénéville Vinoy                                                                 | Chénéville                                     | 1996-08-21              |
| Lanaudière                      | Crabtree Sacré-Coeur-de-Crabtree                                                 | Crabtree                                       | 1996-10-23              |
| Chaudière-Appalaches            | Saint-Sylvestre Saint-Sylvestre                                                  | Saint-Sylvestre                                | 1996-12-04              |
| Estrie                          | Weedon Centre Weedon                                                             | Weedon                                         | 1996-12-11              |
| Chaudière-Appalaches            | Saint-Victor Saint-Victor-de-Tring                                               | Saint-Victor                                   | 1996-12-31              |
| Capitale-Nationale              | Neuville Pointe-aux-Trembles                                                     | Neuville                                       | 1997-01-02              |
| Abitibi-Témiscamingue           | Rouyn-Noranda Lac-Dufault                                                        | Rouyn-Noranda                                  | 1997-01-29              |
| Centre-du-Québec                | Sainte-Clotilde-de-Horton Sainte-Clothilde-de-Horton Saint-Jacques-de-Horton     | Sainte-Clotilde-de-Horton                      | 1997-03-26              |
| Centre-du-Québec                | Aston-Jonction Saint-Raphaël-Partie-Sud                                          | Aston-Jonction                                 | 1997-03-26              |
| Côte-Nord                       | Saint-Paul-du-Nord Sault-au-Mouton                                               | Saint-Paul-du-Nord-Sault-au-Mouton Longue-Rive | 1997-05-28              |
| Laurentides                     | Sainte-Adèle Mont-Rolland                                                        | Sainte-Adèle                                   | 1997-08-20              |
| Centre-du-Québec                | Laurierville Sainte-Julie                                                        | Laurierville                                   | 1997-11-26              |
| Bas-Saint-Laurent               | Lac-au-Saumon Saint-Edmond                                                       | Lac-au-Saumon                                  | 1997-12-17              |
| Centre-du-Québec                | Halifax-Nord Sainte-Sophie                                                       | Sainte-Sophie-d'Halifax                        | 1997-12-17              |
| Saguenay-Lac-Saint-Jean         | Dolbeau Mistassini                                                               | Dolbeau-Mistassini                             | 1997-12-17              |
| Montérégie                      | Village de Roxton Pond Paroisse de Roxton Pond                                   | Roxton Pond                                    | 1997-12-17              |
| Outaouais                       | Village de Saint-André-Avellin Paroisse de Saint-André-Avellin                   | Saint-André-Avellin                            | 1997-12-17              |
| Estrie                          | Ditton La Patrie                                                                 | La Patrie                                      | 1997-12-24              |
| Laurentides                     | Village de Ferme-Neuve Paroisse de Ferme-Neuve                                   | Ferme-Neuve                                    | 1997-12-24              |
| Montérégie                      | Village de Saint-Denis Paroisse de Saint-Denis                                   | Saint-Denis-sur-Richelieu                      | 1997-12-24              |
| Lanaudière                      | Village de Saint-Félix-de-Valois Paroisse de Saint-Félix-de-Valois               | Saint-Félix-de-Valois                          | 1997-12-24              |
| Estrie                          | Fontainebleau Weedon                                                             | Weedon                                         | 1997-12-24              |
| Estrie                          | Clifton-Partie-Est Saint-Isidore-d'Auckland                                      | Saint-Isidore-de-Clifton                       | 1997-12-24              |
| Chaudière-Appalaches            | Saint-Éphrem-de-Beauce Saint-Éphrem-de-Tring                                     | Saint-Éphrem-de-Beauce                         | 1997-12-24              |
| Centre-du-Québec                | Village de Kingsey Falls Municipalité de Kingsey Falls                           | Kingsey Falls                                  | 1997-12-31              |
| Montérégie                      | L'Ange-Gardien Saint-Ange-Gardien                                                | Ange-Gardien                                   | 1997-12-31              |
| Centre-du-Québec                | Manseau Saint-Joseph-de-Blandford                                                | Manseau                                        | 1997-12-31              |
| Centre-du-Québec                | Village de Saint-François-du-Lac Paroisse de Saint-François-du-Lac               | Saint-François-du-Lac                          | 1997-12-31              |
| Bas-Saint-Laurent               | Causapscal Saint-Jacques-le-Majeur-de-Causapscal                                 | Causapscal                                     | 1997-12-31              |
| Chaudière-Appalaches            | Village de Saint-Anselme Paroisse de Saint-Anselme                               | Saint-Anselme                                  | 1998-01-07              |
| Lanaudière                      | Saint-Cuthbert Saint-Viateur                                                     | Saint-Cuthbert                                 | 1998-01-07              |
| Chaudière-Appalaches            | Beauceville Saint-François-Ouest Saint-François-de-Beauce                        | Beauceville                                    | 1998-02-25              |
| Montérégie                      | Upton Saint-Éphrem-d'Upton                                                       | Upton                                          | 1998-02-25              |
| Estrie                          | Risborough Gayhurst-Partie-Sud-Est Saint-Ludger                                  | Saint-Ludger                                   | 1998-02-25              |
| Lanaudière                      | Village de Saint-Jacques Paroisse de Saint-Jacques                               | Saint-Jacques                                  | 1998-05-20              |
| Lanaudière                      | Village de Rawdon Canton de Rawdon                                               | Rawdon                                         | 1998-05-28              |
| Centre-du-Québec                | Fortierville Sainte-Philomène-de-Fortierville                                    | Fortierville                                   | 1998-06-03              |
| Mauricie                        | Shawinigan Baie-de-Shawinigan                                                    | Shawinigan                                     | 1998-09-02              |
| Centre-du-Québec                | Village de Inverness Canton de Inverness                                         | Inverness                                      | 1998-09-09              |
| Mauricie                        | Ville de Saint-Tite Paroisse de Saint-Tite                                       | Saint-Tite                                     | 1998-12-23              |
| Bas-Saint-Laurent               | Rivière-du-Loup Saint-Patrice-de-la-Rivière-du-Loup                              | Rivière-du-Loup                                | 1998-12-30              |
| Estrie                          | Barford Coaticook Barnston                                                       | Coaticook                                      | 1998-12-30              |
| Estrie                          | Bromptonville Brompton                                                           | Bromptonville                                  | 1998-12-30              |
| Laurentides                     | Sainte-Agathe-des-Monts Saint-Agathe-Sud                                         | Sainte-Agathe-des-Monts                        | 1998-12-30              |
| Outaouais                       | L'Isle-aux-Allumettes-Partie-Est Chapeau L'Isle-aux-Allumettes                   | L'Isle-aux-Allumettes                          | 1998-12-30              |
| Saguenay-Lac-Saint-Jean         | Métabetchouan Lac-à-la-Croix                                                     | Métabetchouan-Lac-à-la-Croix                   | 1998-12-30              |
| Chaudière-Appalaches            | Ville de Saint-Joseph-de-Beauce Paroisse de Saint-Joseph-de-Beauce               | Saint-Joseph-de-Beauce                         | 1999-01-27              |
| Montérégie                      | Philipsburg Saint-Armand                                                         | Saint-Armand                                   | 1999-02-03              |
| Chaudière-Appalaches            | Village de Sainte-Agathe Paroisse de Sainte-Agathe                               | Sainte-Agathe-de-Lotbinière                    | 1999-02-03              |
| Estrie                          | Danville Shipton                                                                 | Danville                                       | 1999-03-17              |
| Bas-Saint-Laurent               | Grande-Cascapédia Saint-Jules                                                    | Cascapédia                                     | 1999-06-20              |
| Laurentides                     | Municipalité d'Oka Paroisse d'Oka                                                | Oka                                            | 1999-09-08              |
| Montérégie                      | Sainte-Martine Saint-Paul-de-Châteauguay                                         | Sainte-Martine                                 | 1999-09-08              |
| Montérégie                      | Saint-Chrysostome Saint-Jean-Chrysostome                                         | Saint-Chrysostome                              | 1999-02-29              |
| Laurentides                     | Brownsburg Chatham                                                               | Brownsburg-Chatham                             | 1999-10-06              |
| Capitale-Nationale              | Cap-à-l'Aigle La Malbaie-Pointe-au-Pic Rivière-Malbaie Sainte-Agnès Saint-Fidèle | La Malbaie                                     | 1999-12-01              |
| Estrie                          | Asbestos Trois-Lacs                                                              | Asbestos                                       | 1999-12-08              |
| Estrie                          | Compton Compton Station                                                          | Compton                                        | 1999-12-08              |
| Montréal                        | Lachine Saint-Pierre                                                             | Lachine                                        | 1999-12-08              |
| Montérégie                      | Village de Henryville Municipalité de Henryville                                 | Henryville                                     | 1999-12-15              |
| Côte-Nord                       | Bergeronnes Grandes-Bergeronnes                                                  | Les Bergeronnes                                | 1999-12-29              |
| Laurentides                     | Carillon Saint-André-Est Saint-André-d'Argenteuil                                | Saint-André-Carillon Saint-André-d'Argenteuil  | 1999-12-29              |
| Estrie                          | Melbourne Richmond                                                               | Richmond                                       | 1999-12-29              |
| Estrie                          | Saint-Grégoire-de-Greenlay Windsor                                               | Windsor                                        | 1999-12-29              |
| Chaudière-Appalaches            | L'Islet L'Islet-sur-Mer Saint-Eugène                                             | L'Islet-sur-Mer-Saint-Eugène-L'Islet L'Islet   | 1999-12-29              |

Dans la colonne Municipalités après modification, le nom actuel de la municipalité est indiqué en caractère régulier, alors que le nom au moment de la fusion municipale est identifié en italique.

## Réorganisations majeures (années 2000)
Amorcée en 2000 et conclue en 2006, cette vaste réforme se déroule en deux phases distinctes :
- La première phase est à l'initiative du gouvernement de Lucien Bouchard, puis de celui de Bernard Landry. C'est la phase des fusions, qualifiées de fusions forcées par certains médias, qui rencontre l'opposition d'une partie de la population concernée.
- La deuxième phase est à l'initiative du gouvernement Jean Charest qui revient en partie sur les fusions réalisées sous les gouvernements précédents. Un processus de consultation aboutit ainsi à la reconstitution de certaines municipalités disparues.

### Déclenchement du processus de réorganisation (1997-2000)

#### Contexte au milieu des années 1990
Au printemps 1997, le maire de Montréal, Pierre Bourque, et ses collègues des autres grandes villes du Québec, Jean-Paul L'Allier (maire de Québec), Yves Ducharme (maire de Hull), Jean Perrault (maire de Sherbrooke), Guy LeBlanc (maire de Trois-Rivières) et Jean Tremblay (maire de Chicoutimi) présentent un mémoire à Lucien Bouchard demandant la fusion des municipalités formant ces agglomérations urbaines. Ils désirent une action rapide, en un an. Cette démarche s'inscrit dans le contexte de la fusion des municipalités du Grand Toronto pour former la nouvelle ville de Toronto qui remplace la municipalité régionale au 1er janvier 1998. Le désir de fusionner l'ensemble des municipalités sur l'île de Montréal était déjà au cœur des débats à l'époque où Jean Drapeau était maire de Montréal.
Cette offensive vise notamment pour la région de Montréal à contrer le projet de Commission de développement de la Métropole (CDM) proposé par le ministère de la Métropole qui est dirigé à ce moment par Serge Ménard et qui dépose à cet effet le projet de loi 92 le 19 décembre 1999. La loi instituant la CDM est votée en juin 1997 et les similitudes quant aux fonctions et responsabilités de la CDM et la Communauté métropolitaine de Montréal (qui sera instituée en 2001) sont frappantes, à la différence que des membres des milieux socio-économiques et le ministre d'État à la Métropole devaient y siéger.
À partir du milieu des années 1990, la ville de Montréal connaît une situation financière très dégradée avec des déficits à répétition, et l'abaissement de sa cote de crédit par l'agence Moody's en mai 1995. Le gouvernement du Québec créé en 1998 la Société de gestion Marie-Victorin pour reprendre certains équipements publics de la ville de Montréal (soit le Biodôme, le jardin botanique et le Planétarium) en échange d'une aide financière de 160,8 millions versés en 3 tiers (en 1998, 1999 et 2000),.

#### Rapport de laCommission nationale sur les finances et la fiscalité locale(avril 1999)
Le 29 avril 1998, le gouvernement du Québec institue par décret la Commission nationale sur les finances et la fiscalité locale (CNFFL) qui est chargée d'étudier la situation financières des municipalités (notamment de la Ville de Montréal) et la possibilité d'organiser des transferts de ressources du gouvernement provincial vers les organismes municipaux.
Dans son rapport final déposé le 20 avril 1999, la CNFFL constate un consensus dans les milieux syndicaux et économiques en faveur de la réduction du nombre de municipalités. Certains organismes en appellent à une action plus vigoureuse du ministère des Affaires municipales et de la Métropole (MAMM) pour qu'il accélère les regroupements, jugés trop lents. L'Union des municipalités du Québec (UMQ) juge au contraire que la démarche de regroupement volontaire des municipalités est préférable et appuie plutôt une politique d'incitation au regroupement (notamment par des aides spécifiques du gouvernement provincial et/ou la réduction de la péréquation entre les municipalités).
La Commission propose plusieurs options:
1. Un statu-quo amélioré à travers la poursuite de la politique du MAMM en faveur des regroupements volontaires de municipalités.
  - La Commission suggère dans ce cas-ci de mettre en place des organismes intermunicipaux de services (OIS) pour mutualiser certains services entre municipalités ;
2. Une politique plus contraignante où le gouvernement provincial impose la fusion de toutes les municipalités (pour qu'elles atteignent une superficie équivalentes aux municipalités régionales de comté (MRC)) et donc la suppression de l'échelon supra-municipal sauf pour les grandes agglomérations.
  - La Commission évoque des conséquences mitigées pour ce scénario : certaines études remettent en question la capacité des fusions à générer des économies budgétaires mais une fusion massive de municipalités rétablirait l'équité fiscale dans les municipalités regroupées et permettrait la suppression complète des MRC.
3. Enfin la Commission évoque l'hypothèse de renforcer le palier supra-municipal en permettant aux MRC de devenir des coopératives de services (fourniture de certains services aux citoyens) et d'obtenir des responsabilités supplémentaires en matière de développement économique et de planification stratégique.

Globalement, la Commission estime qu'une opération de fusion massive assortie de la suppression des MRC n'est pas optimale et recommande de limiter les opérations de fusions unilatérales par le gouvernement provincial à certains cas particuliers. La Commission privilégie le renforcement des MRC avec des compétences élargies, de nouvelles sources de revenu (attribution des revenus autonomes) et une élection de ses membres au scrutin universel direct.
Cette position ne satisfait pas les maires de plusieurs grandes villes, notamment Montréal qui est au pris avec une impasse politique importante au sein du Conseil de la Communauté urbaine de Montréal (CUM), où les projets émanant de la ville-centre sont presque systématiquement bloqués par le vote à la double majorité: la majorité de la population et la majorité des villes. Ainsi, le Conseil municipal de la ville de Montréal adopte le 10 août 1999 une résolution conviant le gouvernement du Québec à créer une seule ville sur l'Île de Montréal.

#### Dépôt d'un livre blanc sur la réorganisation municipale
En réponse au rapport de la Commission Bédard, le conseil des ministres confie en juin 1999 à la ministre d'État aux Affaires municipales et de la Métropole, Louise Harel, le mandat de préparer un livre blanc sur la réorganisation municipale. Ce livre blanc est attendu pour août 1999. Le rapport sera partiellement fuité et son dépôt est repoussé. Certains élus péquistes s'opposent au modèle préconisé à cette époque. Afin d'assurer une plus grande acceptabilité, le conseil des ministres forme un comité de huit ministres pour chapeauter la rédaction du livre blanc dont la publication est repoussée à avril 2000.
Le livre blanc titré La réorganisation municipale : changer les façons de faire pour mieux servir les citoyens, introduit le calendrier du processus qui conduira au regroupement des municipalités de la CUM, de la CUQ et de la CUO pour le 1er janvier 2002.
L'élément le plus important du calendrier est la création au 1er janvier 2001 de deux communautés métropolitaines :
- La Communauté métropolitaine de Montréal ;
- La Communauté métropolitaine de Québec.

Le livre blanc proposait la mise en place de la Communauté métropolitaine de l'Outaouais, mais celle-ci ne fut jamais créée puisque la très grande majorité des municipalités ayant un lien de dépendance par rapport à Gatineau–Hull furent fusionnées pour former la ville de Gatineau.
L'entrée en vigueur des communautés métropolitaines était accompagnée par un redécoupage des compétences de MRC sur le territoire des communautés, puisque certains enjeux régionaux relavant des MRC sont transférés aux communautés.

### Application de la réorganisation (2000-2002)
Au cours de l'année 2001, le gouvernement du Québec, dirigé par Lucien Bouchard puis Bernard Landry, décida d'accélérer le mouvement de regroupement de municipalités entrepris au cours des années 1990. Le principal but de cette réorganisation était de rattacher les banlieues des grandes villes à celles-ci.

#### Réforme de laLoi sur l’organisation territoriale municipale(juin 2000)
Le projet de loi 124 sur la réforme de la Loi sur l’organisation territoriale municipale est adopté le 16 juin 2000. Il étend notamment les pouvoirs du gouvernement provincial en matière d'organisation municipale en créant une procédure nouvelle de regroupement :
- Le gouvernement provincial (par l'entremise du ministère des Affaires municipales) peut exiger de plusieurs municipalités qu'elles lui présentent une demande commune de regroupement (c'est-à-dire un projet de fusion) dans un délai prescrit[30].
- Le ministère a la possibilité de demander à la Commission municipale du Québec d'étudier les avantages et inconvénients d'un éventuel regroupement[31].
- À l'issue de ce délai, si les municipalités ne déposent pas de demande commune de regroupement, le ministère peut demander à un conciliateur de présenter un rapport sur la situation[32].
- Une fois le rapport du conciliateur déposé, le gouvernement peut décider unilatéralement de fusionner les municipalités concernées par décret et de constituer un comité de transition pour opérationnaliser la fusion[33].

#### Adoption du projet de loi 170 (décembre 2000)
Après avoir déposé son livre blanc à l'Assemblée nationale, le gouvernement péquiste de Lucien Bouchard dépose plusieurs projets de lois pour mettre en place la réorganisation municipale. Mais le plus important est sans doute le projet de loi 170 qui vient opérationnaliser la réorganisation municipale.
Alors qu'au départ, le projet de réorganisation municipale ne touchait que trois villes, la loi 170 est modifiée afin de réorganiser également les territoires de Longueuil et de Lévis.
Cette loi précise l'organisation territoriale de cinq nouvelles municipalités, la composition des conseils et surtout pour les villes de Montréal, Québec, Longueuil et Lévis, du partage des pouvoirs entre la ville-centre, les arrondissements et la communauté métropolitaine.
La loi 170 crée également des comités de transition pour les cinq villes dont les membres sont nommés par le ministère des Affaires municipales et de la Métropole. Ces comités de transition sont constitués le 20 décembre 2000, jour d'adoption de la loi, et les travaux débutent le 22 janvier 2001.
Le lendemain de l'adoption de la loi 170, le 21 décembre 2000, la ville de Baie-D'Urfé dépose devant la Cour supérieure une contestation judiciaire de la loi afin de la faire déclarer inconstitutionnelle. Se joindront à elle, 19 autres municipalités, soit Anjou, Beaconsfield, Côte-Saint-Luc, Dollard-des-Ormeaux, Dorval, Hampstead, L'Île-Bizard, Kirkland, Mont-Royal, Montréal-Est, Montréal-Ouest, Outremont, Pointe-Claire, Sainte-Anne-de-Bellevue, Saint-Laurent, Senneville et Westmount dans la région de Montréal, et L'Ancienne-Lorette dans la région de Québec. La cour rejettera finalement le recours amorcé par les villes le 28 juin 2001 et déclarera par le fait-même la loi constitutionnelle. La Cour d'appel confirmera par ailleurs le jugement de la Cour supérieure le 16 octobre 2001 qui avait fait l'objet d'un appel de la part des municipalités, à l'exception d'Anjou, de L'Île-Bizard, d'Outremont, et de L'Ancienne-Lorette.
Ces comités devaient se pencher sur la réorganisation administrative des municipalités fusionnées, entre autres pour ce qui est des équipements municipaux, de l'harmonisation des conventions collectives, de l'uniformisation des rôles d'évaluation (dans le cas de municipalités provenant de plusieurs MRC) et des taux de taxation. Le comité est également chargé de l'organisation des élections municipales de 2001 et de l'établissement de la carte électorale municipale. Le travail des comités se termine le 1er janvier 2002, moment où les nouvelles municipalités deviennent des entités juridiques.
C'est d'ailleurs le 31 décembre 2001 que les compétences de la Communauté urbaine de Montréal, de la Communauté urbaine de Québec et de Communauté régionale de l'Outaouais sont transférées aux nouvelles villes issues des fusions. Les communautés urbaines et les municipalités fusionnées cessent d'exister.

#### Deuxième vague de fusion (février 2001)
Lors d'une visite à Jonquière le 27 février 2001, le premier ministre démissionnaire Lucien Bouchard annonce une deuxième vague de fusions municipales avec notamment le regroupement de Chicoutimi, La Baie et Jonquière au sein d'une nouvelle ville (Ville de Saguenay). Comme prévu par la Loi sur l’organisation territoriale municipale, la ministre chargée des fusions municipales, Louise Harel, exige des municipalités concernées qu'elles déposent une demande commune de regroupement au plus tard le 15 avril 2001. Les parties n'ayant pas répondu dans le délai prescrit, le gouvernement du Québec force la fusion et prend le 27 juin 2001 un décret prévoyant le regroupement des villes concernées au 18 février 2002.
Plusieurs autres municipalités sont fusionnées par décret pour être fusionnées au 1er janvier 2002, à l'exception de la ville de Saguenay (fusion au 18 février 2002) et de Salaberry-de-Valleyfield (fusion au 24 avril 2002).
Bien que les villes ne soient officiellement fusionnées au 1er janvier 2002, des élections municipales ont eu lieu entre le 4 et le 25 novembre 2001 pour élire les nouveaux conseils municipaux.
Les conseils de ville des municipalités nouvellement fusionnées se rencontrent durant le mois de décembre 2001, pour adopter le budget, les rôles d'évaluation et de taxation et les règlements municipaux afin d'éviter tout vide juridique au moment de la fusion.

#### Villes fusionnées au1erjanvier 2002
- Beauharnois :

Résultat de la fusion de l'ancienne ville de Beauharnois, de la ville de Maple Grove et du village de Melocheville.
- Gatineau :

Résultat de la fusion de l'ancienne ville de Gatineau et des villes d'Aylmer, de Buckingham, de Hull et de Masson-Angers,.
- Municipalité des Îles-de-la-Madeleine :

Résultat de la fusion des municipalités de Fatima, de Grande-Entrée, de Grosse-Île(*), de Havre-aux-Maisons, de L'Étang-du-Nord et de l'Île-du-Havre-Aubert et du village de Cap-aux-Meules.
- Lévis :

Résultat de la fusion de l'ancienne ville de Lévis, des villes de Charny, de Saint-Jean-Chrysostome, de Saint-Nicolas, de Saint-Rédempteur et de Saint-Romuald, des municipalités de Pintendre et de Saint-Étienne-de-Lauzon et des paroisses de Sainte-Hélène-de-Breakeyville et de Saint-Joseph-de-la-Pointe-De Lévy.
- Longueuil :

Résultat de la fusion de l'ancienne ville de Longueuil et des villes de Boucherville, de Brossard, de Greenfield Park, de LeMoyne, de Saint-Bruno-de-Montarville, de Saint-Hubert et de Saint-Lambert.
- Montréal :

Résultat de la fusion de l'ancienne ville de Montréal et des villes d'Anjou, de Baie-D'Urfé, de Beaconsfield, de Dollard-Des Ormeaux, de Hampstead, de Kirkland, de L'Île-Dorval, de Lachine, de LaSalle, de Mont-Royal, de Montréal-Est, de Montréal-Nord, de Montréal-Ouest, d'Outremont, de Pierrefonds, de Pointe-Claire, de Roxboro, de Saint-Laurent, de Saint-Léonard, de Sainte-Anne-de-Bellevue, de Sainte-Geneviève, de Verdun et de Westmount, des anciennes cités de Côte-Saint-Luc et de Dorval, de l'ancien village de Senneville et de l'ancienne paroisse de Saint-Raphaël-de-l'Île-Bizard.
- Québec :

Résultat de la fusion de l'ancienne ville de Québec et des villes de Sainte-Foy, Beauport, Charlesbourg, Sillery, Loretteville, Val-Bélair, Cap-Rouge, Saint-Augustin-de-Desmaures, L'Ancienne-Lorette, Saint-Émile, Vanier et Lac-Saint-Charles.
- Rimouski :

Résultat de la fusion de l'ancienne ville de Rimouski, de la ville de Pointe-au-Père, de la municipalité de Mont-Lebel, du village de Rimouski-Est et des paroisses de Sainte-Blandine et de Sainte-Odile-sur-Rimouski.
- Rouyn-Noranda :

Résultat de la fusion de l'ancienne ville de Rouyn-Noranda, de la ville de Cadillac et des municipalités de Granada, Lac-Dufault, Beaudry, Bellecombe, Cléricy, Cloutier, D'Alembert, Destor, Évain, McWatters, Arntfield, Montbeillard, Mont-Brun et Rollet et , ainsi que les ex-territoires non organisés de Lac-Montanier, de Lac-Surimau et de Rapides-des-Cèdres.
- Saint-Hyacinthe :

Résultat de la fusion de l'ancienne ville de Saint-Hyacinthe, de la ville de Sainte-Rosalie, des municipalités de Saint-Thomas-d'Aquin et de Saint-Hyacinthe-le-Confesseur et des paroisses de Sainte-Rosalie et de Notre-Dame-de-Saint-Hyacinthe.
- Saint-Jérôme :

Résultat de la fusion de l'ancienne ville de Saint-Jérôme et des villes de Bellefeuille, de Lafontaine et de Saint-Antoine.
- Sept-Îles :

Résultat de la fusion de l'ancienne ville de Sept-Îles et des municipalités de Moisie et de Gallix.
- Shawinigan :

Résultat de la fusion de l'ancienne ville de Shawinigan, des villes de Grand-Mère et de Shawinigan-Sud, de la municipalité de Lac-à-la-Tortue, du village de Saint-Georges, des paroisses de Saint-Gérard-des-Laurentides et de Saint-Jean-des-Piles et des territoires non organisés de Lac-des-Cinq et de Lac-Wapizagonke.
- Sherbrooke :

Résultat de la fusion de l'ancienne ville de Sherbrooke, des villes de Bromptonville, de Fleurimont, de Lennoxville et de Rock Forest, des municipalités d'Ascot, de Deauville et de Saint-Élie-d'Orford et d'une partie de la municipalité de Stoke.
- Trois-Rivières :

Résultat de la fusion de l'ancienne ville de Trois-Rivières, des villes de Cap-de-la-Madeleine, de Sainte-Marthe-du-Cap, de Saint-Louis-de-France et de Trois-Rivières-Ouest et de la municipalité de Pointe-du-Lac.
- Val-d'Or :

Résultat de la fusion de l'ancienne ville de Val-d'Or et des municipalités de Dubuisson, de Sullivan, de Val-Senneville et de Vassan.

#### Villes fusionnées plus tard en 2002
- Saguenay :

Constituée le 14 février 2002. Résultat de la fusion des villes de Chicoutimi, de Jonquière, de La Baie, de Laterrière, des municipalités de Shipshaw et de Lac-Kénogami et d'une partie de Canton-Tremblay.
- Salaberry-de-Valleyfield :

Constituée le 24 avril 2002. Résultat de la fusion de l'ancienne ville de Salaberry-de-Valleyfield, de la ville de Saint-Timothée et de la municipalité de Grande-Île.

### Reconstitution de certaines municipalités fusionnées (2003-2006)
Durant la campagne électorale provinciale de 2003, la question des fusions municipales occupe une place très importante dans le débat électoral. Dès 2000, le chef du Parti libéral et chef de l'opposition officielle Jean Charest fait la promesse que les citoyens de municipalités fusionnées pourraient se prononcer sur leur adhésion à cette fusion advenant l'élection du Parti libéral du Québec. Lors de la campagne électorale pour les élections générales de 2003, Jean Charest réaffirme sa volonté de permettre les défusions mais annonce qu'il « souhaite que les nouvelles villes réussissent ».
Les élections générales du 14 avril 2003 marquent la défaite du Parti québécois et l'élection d'un gouvernement majoritaire du Parti libéral qui s'explique notamment par le vote d'opposition dans certaines circonscriptions électorales où la contestation face aux fusions municipales est importante. Le gouvernement nouvellement élu promet à son élection de déposer un projet de loi sur la reconstitution des anciennes municipalités dès la rentrée parlementaire.
Le 6 juin 2003, le ministre des Affaires municipales, du Sport et du Loisir, Jean-Marc Fournier, dépose le projet de loi 1 prévoyant de donner aux municipalités nouvellement constituées l'occasion de lui soumettre des propositions de réorganisation administrative et de décentralisation afin d'éviter les défusions. L'Opposition officielle, formée par le Parti québécois, s'oppose au maintien des articles de loi sur les propositions de réorganisation et le ministre Fournier se voit contraint de les retirer de son projet de loi. Il fait plutôt aux municipalités une déclaration ministérielle les invitant à lui soumettre de telles propositions de réorganisation avant le 1er octobre 2003, suite à quoi il s'engage à répondre avant le 31 décembre de la même année.
Le 13 novembre 2003, un projet de loi est déposé visant à modifier la Charte de la Ville de Montréal et ainsi accroître le pouvoir des arrondissements en leur permettant notamment d'imposer une taxe spéciale pour les services de proximité, tel que le proposait le maire Gérald Tremblay, qui avait répondu à l'appel du ministre Fournier. Le 31 décembre suivant, le gouvernement recommande ou refuse les propositions de réorganisation soumises par les différentes municipalités.
C'est cependant le 17 juin 2003 avec le dépôt du projet de loi 9 que le gouvernement libéral met à exécution sa promesse. Ce projet de loi précise les modalités des référendums à tenir sur les reconstitutions. Le projet de loi est adopté après amendement (notamment l'instauration du seuil de 35 % des électeurs inscrits pour valider un référendum) le 17 décembre 2003 sous la procédure du bâillon.

#### Municipalités concernées par la loi 9
Les municipalités concernées par la loi 9 sont des municipalités qui sont fusionnées dans la période du 1er janvier 2001 au 1er avril 2003.
Ces fusions se sont faites par l'adoption d'une loi de l'Assemblée nationale (loi 170) ou par décret du Conseil des ministres.
- Adstock (M)
- Alma (V)
- Beauharnois (V)
- Cookshire-Eaton (V)
- Gatineau (V)
- Grenville-sur-la-Rouge (M)
- Îles-de-la-Madeleine (M)
- La Tuque (V)
- Lac-Etchemin (M)
- Lacolle (M)
- Lévis (V)
- Longueuil (V)
- Magog (V)
- Matane (V)
- Métis-sur-Mer (V)
- Mont-Joli (V)
- Mont-Laurier (V)
- Montréal (V)
- Mont-Tremblant (V)
- Port-Cartier (V)
- Québec (V)
- Rimouski (V)
- Rivière-Rouge (V)
- Rouyn-Noranda (V)
- Saguenay (V)
- Sainte-Agathe-des-Monts (V)
- Sainte-Marguerite-Estérel (V)
- Saint-Georges (V)
- Saint-Hyacinthe (V)
- Saint-Jean-sur-Richelieu (V)
- Saint-Jérôme (V)
- Saint-Pie (V)
- Saint-Sauveur (V)
- Salaberry-de-Valleyfield (V)
- Sept-Îles (V)
- Shawinigan (V)
- Sherbrooke (V)
- Sutton (V)
- Terrebonne (V)
- Thetford Mines (V)
- Trois-Rivières (V)
- Val-d'Or (V)

#### Processus de reconstitution
Bien qu'il eût promis que la population serait consultée, le gouvernement Charest ne désirait pas que quelques citoyens extrémistes conduisent à la reconstitution des municipalités.
Le processus compte trois étapes :
1. La production et la diffusion d'étude sur les impacts de la reconstitution des municipalités ;
2. La tenue d'un registre de signature demandant la tenue d'un référendum ;
3. La tenue des référendums.

Le 24 avril 2004, les études produites par des consultants privés sont déposées à la population. Ceux-ci ont donc accès à un regard objectif sur la question des reconstitutions. Du 16 au 24 mai 2004, les citoyens des municipalités assujetties à la loi 9 pouvaient signer le registre pour demander la tenue d'un référendum.
Pour qu'un référendum soit tenu, un minimum de 10 % des personnes habiles à voter devait avoir signé le registre.
Le 20 juin 2004, un total de 89 référendums se tiennent finalement dans 30 municipalités fusionnées.
Pour qu'un référendum conduise à la reconstitution d'une municipalité, deux conditions devaient être remplies :
1. Les votes exprimés devaient représenter la majorité absolue des voix (50 % + 1 voix)
2. Les votes en faveur de la reconstitution devait représenter un minimum de 35 % des personnes habiles à voter.

Dans plusieurs référendums, les votes exprimés en faveur de la reconstitution sont supérieurs à 50 %, mais le taux de représentativité de 35 % n'est pas atteint. Par contre, dans plusieurs municipalités, les deux conditions sont remplies.

##### Liste des municipalités reconstituées
À la suite des référendums municipaux du 20 juin 2004, un total de 31 municipalités sur les 89 exercices référendaires tenus sont reconstituées, dont une grande part dans la région de Montréal.
Les municipalités ainsi reconstituées acquièrent un certain niveau d'autonomie, mais ne retrouvent pas tout à fait celui dont elles bénéficiaient avant leur fusion. Ces municipalités sont alors intégrées au sein d'une agglomération, un nouveau type de structure supramunicipale, dirigée par un conseil d'agglomération et chargée des compétences d'agglomération.